# فوتیوس اول
فوتیوس اول (Fotios,Photius I,Photios) سراسقف کلیسای ارتدوکس شرقی و اسقف اعظم جهانی کنستانتینوپل (قسطنطنیه) بار اول از ۸۵۸ تا ۸۶۷ میلادی و بار دوم از ۸۷۷ تا ۸۸۶ میلادی بوده‌است. مدت و دورهٔ تقریبی حیاتش از حدود ۸۱۰ تا حدود ۸۹۳ میلادی می‌باشد. او در کلیساهای ارتدوکس شرقی با عنوان «قدیس فوتیوس کبیر» شناخته می‌شود.
او از یکی از خانواده‌های معروف کنستانتینوپل و مردی تحصیل کرده بوده‌است. به عقیدهٔ دانشمندان، منابعی که از شرح زندگی وی سخن می‌گویند، به‌طور کامل قابل اطمینان نیستند. با این حال، فوتیوس تحصیلات عالیه داشته‌است، ولی ما نمی‌دانیم که این تحصیلات را از کجا به دست آورده بوده‌است. کتابخانهٔ مشهور وی به فراوانی فضل و دانشش گواهی می‌دهد (شامل آثار و کتب در زمینه‌های الهیات، دین‌شناسی و علوم دینی، تاریخ، گرامر، فلسفه، حقوق، علوم طبیعی و پزشکی).
خود وی می‌گوید که وقتی جوان بود، به صومعه‌نشینی و زندگی رهبانی (تارک دنیا بودن) تمایل داشت، اما عوض آن یک شغل دنیوی و غیر مذهبی را آغاز کرد. فوتیوس نه تنها یکی از مشهورترین شخصیت‌های قرن نهم روم شرقی بوده، بلکه یکی از معروفترین چهره‌های کل تاریخ بیزانس (روم شرقی) به‌شمار می‌رود. وی در تاریخی نامعلوم به همراه یک هیئت نمایندگی به سفارت به بغداد که تحت حکومت خلافت عباسیان بود، رفت. معروفترین اثر فوتیوس Bibliotheca یا Myriobiblon نام دارد که مجموعه‌ای است از مستخرجات و خلاصه‌های ۲۸۰ جلد کتاب (۲۷۹ جلد به روایتی دیگر) متعلق به نویسندگان کلاسیک. نسخه‌های اصلی این ۲۸۰ جلد کتاب اغلب مفقود شده‌اند و به همین علت مستخرجات فوتیوس از آنها - به ویژه مستخرجاتی که از نوشته‌های تاریخ نگاران تهیه شده‌است، حائز اهمیت بسیار می‌باشند. این مجموعه را در واقع می‌توان نوعی دائرةالمعارف نام نهاد. این آثار از قرن پنجم قبل از میلاد آغاز می‌شوند و تا قرن نهم میلادی، یعنی زمان حیات خود فوتیوس ادامه پیدا می‌کنند. در گذشته تصور می‌کردند که گویا فوتیوس، Bibliotheca را هنگامی که در سفارت بغداد بوده، نگاشته‌است، ولی اکنون این حدس توسط دانشمندان رد می‌شود.